# Arthur Augustus Zimmerman
Arthur Augustus Zimmerman (Camden, 11 de juny de 1870 - Atlanta, 22 d'octubre de 1936) fou un ciclista estatunidenc, especialista en el ciclisme en pista. Considerat un dels millors ciclistes de finals de segle xix, va aconseguir guanyar dues proves als primers Campionats mundials celebrats a Chicago. Va obtenir també diferents campionats nacionals. Al llarg de la seva carrera va sumar més de 1000 victòries.

## Palmarès
- 1890
  -  Campió dels Estats Units en Velocitat amateur
- 1891
  -  Campió dels Estats Units en Velocitat amateur
- 1892
  -  Campió dels Estats Units en Velocitat amateur
  -  Campió de la Gran Bretanya de la Milla
  -  Campió de la Gran Bretanya de 5 Milles
  -  Campió de la Gran Bretanya de 50 Milles
- 1893
  -  Campió del Món de Velocitat amateur
  -  Campió del Món de 10 km.
- 1894
  -  Campió dels Estats Units en mitja milla
  - 1r al Gran Premi de l'UVF